# 빛으로 (더 베이비스타즈의 노래)
〈빛으로〉(ヒカリへ 히카리에[*])는 더 베이비스타즈의 첫 번째 싱글이다. 2002년 7월 24일에 큔 소니에서 발매됐다. 

## 수록 내용
| #  | 제목                      | 작사·작곡       | 편곡 | 재생 시간 |
| -- | ------------------------- | --------------- | ---- | --------- |
| 1. | 〈빛으로〉 (ヒカリへ)     | 타나카 아키히토 | 3:44 |           |
| 2. | 〈happy days?〉           | 타카하시 리키야 | 3:46 |           |
| 3. | 〈빛으로〉 (instrumental) |                 | 3:45 |           |

## 미디어에서의 사용
- 후지 TV 계열 애니메이션 《원피스》 여는 곡 (#1)
- TV 가나가와 《제84회 전국 고등학교 야구 선수권 가나가와 대회》 중계 방송 여는 곡 (#2)

| TV 애니메이션 《원피스》 여는 곡 2002년 6월 23일 (116화) ~ 2003년 10월 12일 (168화) |                            |                                         |
| 이전 곡: Folder5 〈Believe〉                                                        | 더 베이비스타즈 〈빛으로〉 | 다음 곡: Bon-Bon Blanco 〈BON VOYAGE!〉 |